# Сабаильский район
Сабаильский район (азерб. Səbail rayonu) — административный район города Баку, расположенный на берегу Каспийского моря. В районе находится Ичери-шехер — старый город Баку. 

## Общие сведения
Площадь района составляет 29 км².
Район включает посёлки Баилово, Бадамдар, Биби-Эйбат и граничит с районами Насими, Ясамал и Карадаг. 
С 1931 по 1960 год район носил имя И. В. Сталина, затем был переименован в память о 26 бакинских комиссарах. 29 апреля 1992 года район был назван «Сабаил», по наименованию историко-архитектурного памятника, находящегося в 350 метрах к юго-западу от Баку.
На территории района расположен сад имени Хагани.

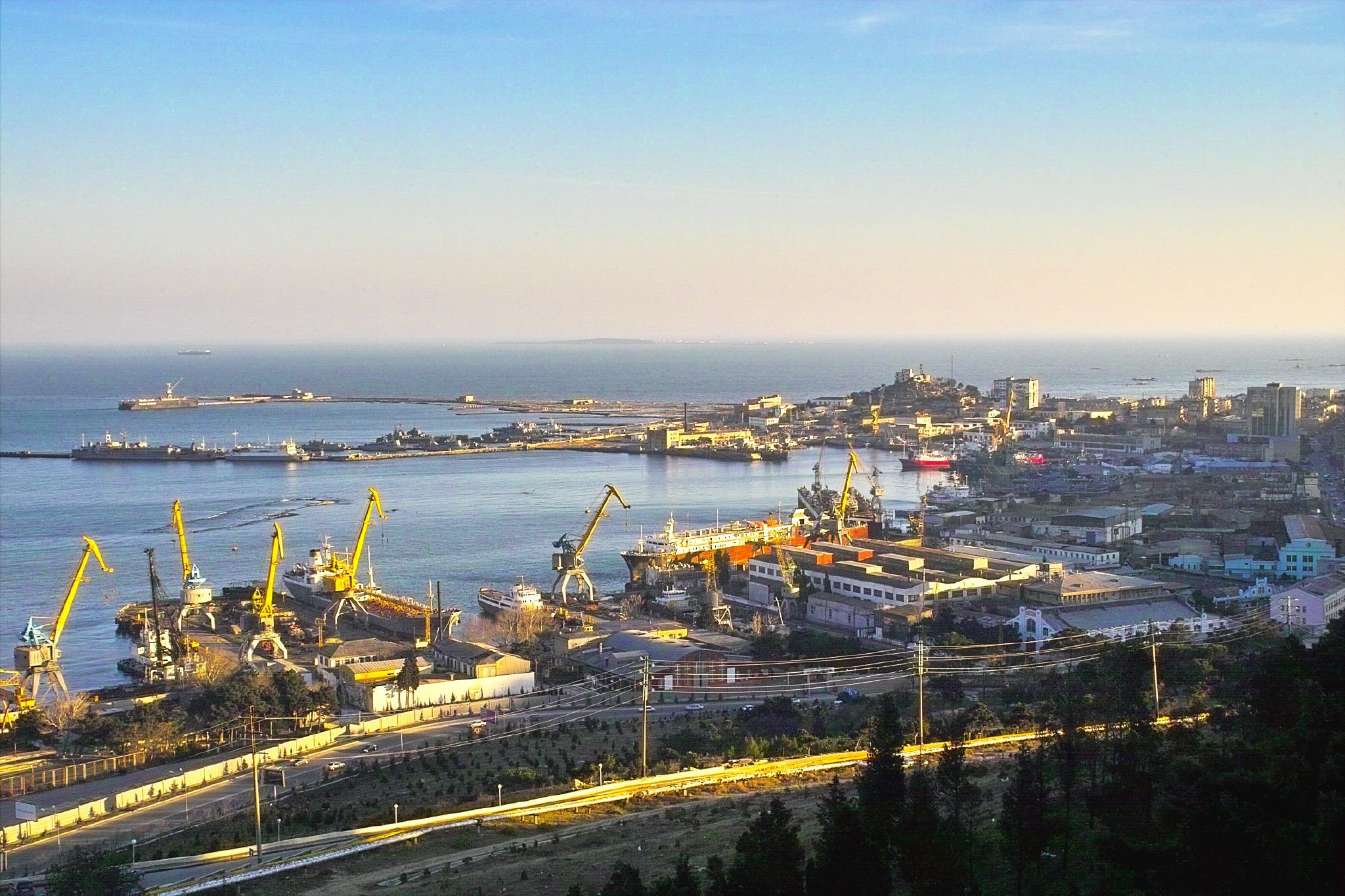
Вид на прибрежную часть посёлка Баилово

## Религиозные общины
Согласно списку религиозных общин, зарегистрированных Государственным комитетом по работе с религиозными организациями Азербайджана, на территории Сабаильского района значатся три религиозные общины:
- религиозная община мечети «Джума» в Ичери-шехер;
- религиозная община мечети «Гилейли» в Ичери-шехер;
- религиозная община мечети «Хазрат Мухаммад».

## Галерея

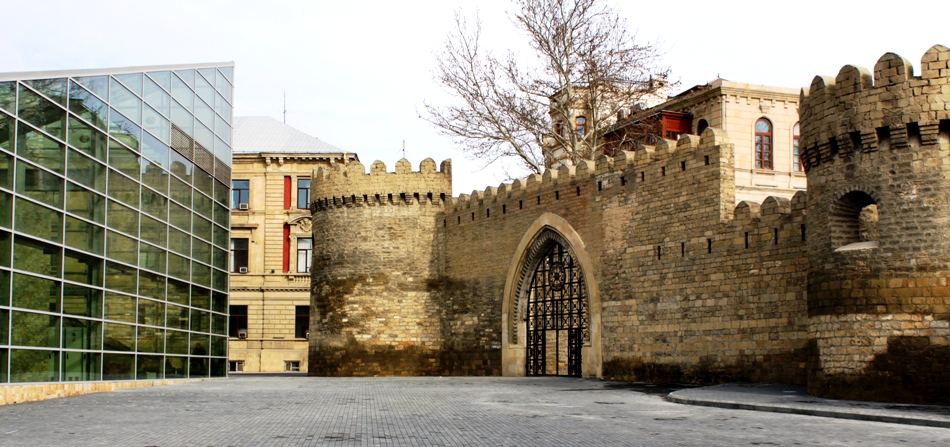
Старинный жилой квартал Ичери-шехер (азерб. İçərişəhər внутренний город»), ныне историко-архитектурный заповедник
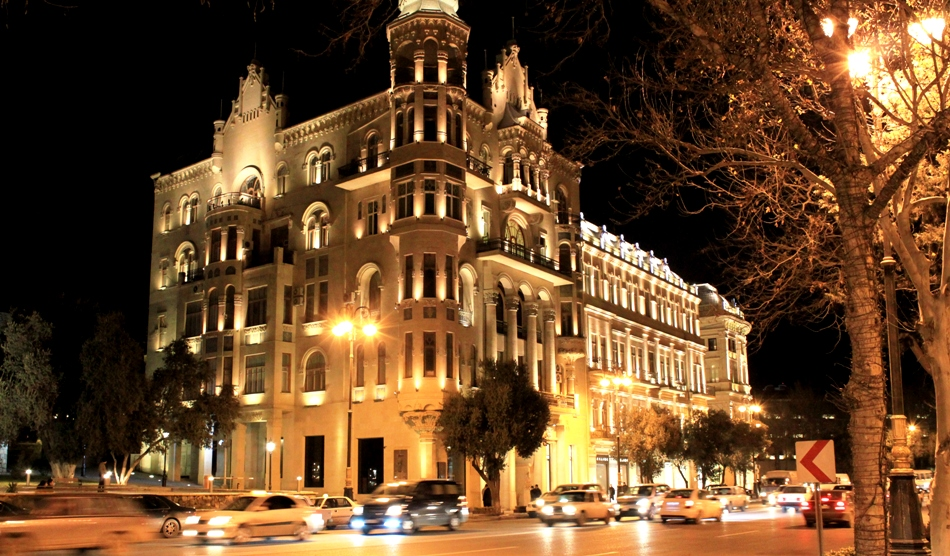
Дом Иса-бека Гаджинского (построен в 1910—1914 гг. по проекту И. В. Эделя) на проспекте Нефтяников
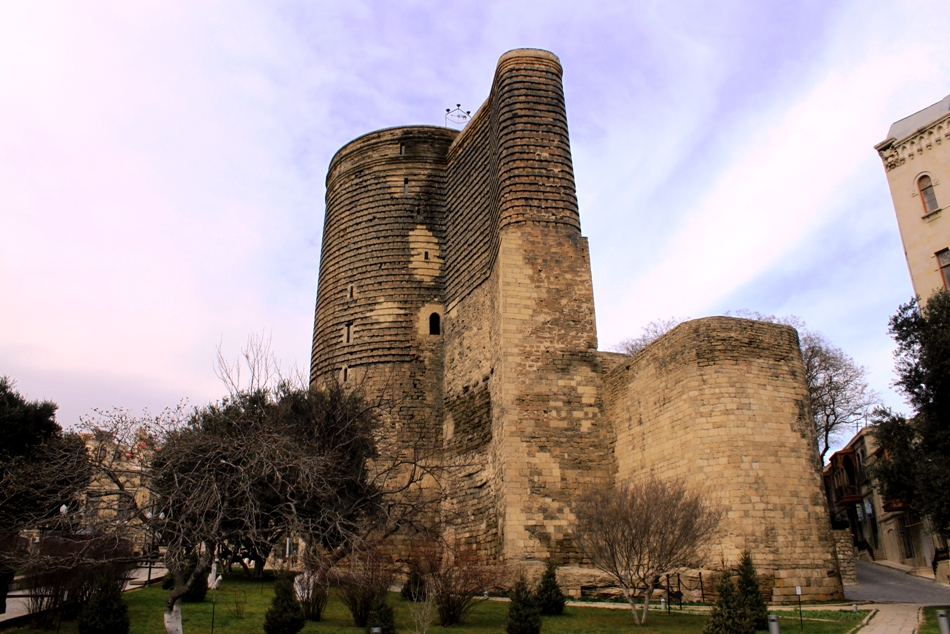
Девичья башня — древняя крепостная постройка (примерно XII в.) в Ичери-шехер
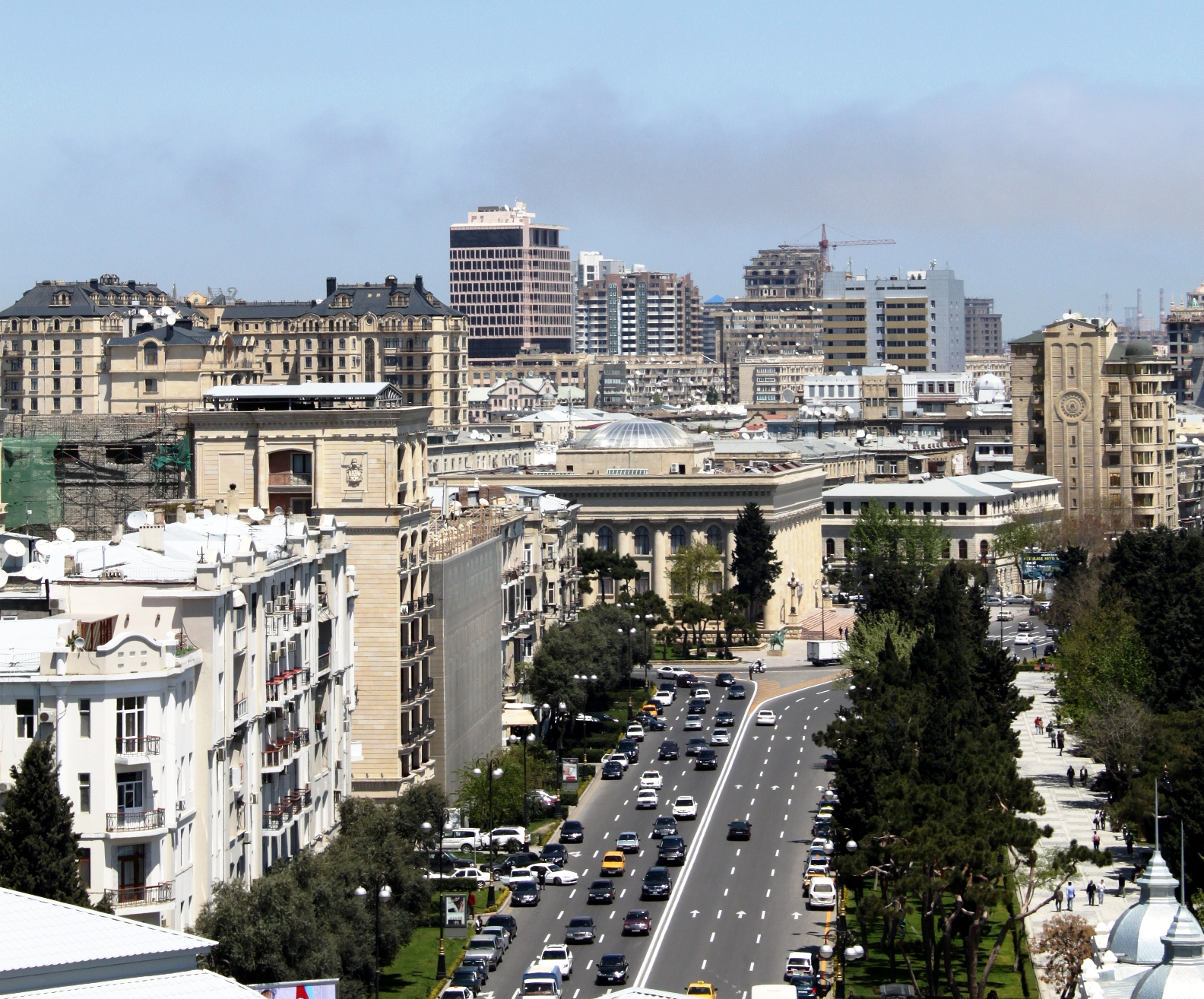
Проспект Нефтяников